# Continuïteitswet
De Continuïteitswet is een natuurkundig begrip waarin gesteld wordt dat een luchtstroom een constante massastroom heeft (en behoudt) bij het stromen door een denkbeeldige buis. Er wordt aangenomen dat de massastroom die de buis instroomt even groot is als de massastroom die uitstroomt.

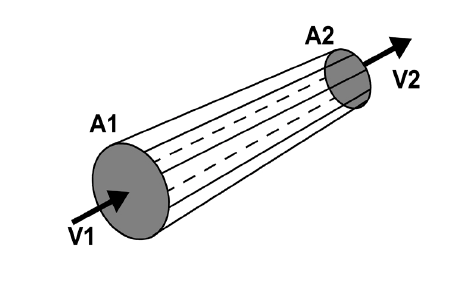
Stroombuis met oppervlakte A en snelheid v

## Formule
De Continuïteitswet kan in een formule worden samengevat. Om hiermee berekeningen uit te voeren, zijn drie factoren van belang: de oppervlakte van het instroompunt ({\displaystyle A} in m2), de luchtdichtheid (ρ in kg/m3) en de snelheid ({\displaystyle v} in m/s).
In de afbeelding rechts is de oppervlakte A en snelheid V te zien. De luchtdichtheid ρ is echter niet te zien. Dit komt door de ISA (Standaardatmosfeer), welke aanneemt dat de luchtdichtheid op zeeniveau (Mean Sea Level) ρ = 1,225 kg/m3 is. In de formule zal deze waarde dus constant zijn.
De formule van de Continuïteitswet luidt nu:
{\displaystyle v_{1}*A_{1}=v_{2}*A_{2}}

## Aannames
Op basis van de formule kunnen enkele zaken aangenomen worden.
1. Wanneer de doorsnede van de buis twee keer zo klein wordt in oppervlakte, moet de snelheid twee keer hoger worden, en vice versa.
2. Er stroomt altijd evenveel lucht in als uit.